# Le Jugement de Pâris (Botticelli)
Pour les articles homonymes, voir Jugement de Pâris (homonymie).
Le Jugement de Pâris est un tableau réalisé vers 1485 par le peintre italien Sandro Botticelli et son atelier. Cette tempera sur bois représente le jugement de Pâris dans un paysage côtier agrémenté à gauche d'un ruisseau et d'un voilier, tandis qu'à droite paît un troupeau dont les chiens de garde observent la scène principale depuis le premier plan. Elle est conservée dans les collections de la fondation Giorgio-Cini, à Venise. 

## Description
Le format très horizontal (81 × 197 cm) peut laisser supposer qu'il s'agirait d'un panneau de cassone.
Les trois déesses que sont Minerve, Junon et Vénus sont représentées habillées, ici dans le style du début du Cinquecento, et contrairement à ce que l'on relève dans les peintures plus tardives sur le même sujet. Ainsi chez Raphaël, Rubens, Cranach, Mengs, ou plus récemment chez Cézanne, Renoir et Enrique Simonet, les jeunes femmes sont nues.